# Livio Gratton
Livio Gratton (Trieste, 30 luglio 1910 – Frascati, 15 gennaio 1991) è stato un astrofisico italiano.

## Biografia
Trasferitosi con tutta la famiglia a Roma nel 1920, si laureò in fisica nel 1931, presso l'Università di Roma "La Sapienza", con una tesi in cosmologia relativistica, sotto la guida di Giuseppe Armellini e Guido Castelnuovo,
Dopo un periodo di studio e di ricerca all'estero, nel 1934 rientrò in Italia, dove fu libero docente in astronomia nel 1936, quindi astronomo e professore incaricato all'Osservatorio Astronomico di Milano fino al 1949, quando si trasferì in Argentina, dove divenne professore di astronomia ed astrofisica prima a La Plata, poi a Córdoba; qui per tre anni diresse pure l'Osservatorio Nazionale.
Rientrato in Italia, fu professore di astrofisica all'Università di Bologna fino al 1961, quando passò a La Sapienza, dove, tra l'altro, fondò, internamente al CNR, l'Istituto di Astrofisica Spaziale di Frascati. A Roma, creò una delle migliori scuole di astrofisica.
Fuori ruolo nel 1980, fu subito dopo nominato professore emerito.
Vicepresidente dell'International Astronomical Union (IAU) negli anni 1967-73, presidente della Società Astronomica Italiana, nonché socio nazionale dell'Accademia Nazionale dei Lincei, nel 1956 gli venne assegnato il Premio Feltrinelli per l'astronomia, mentre, nel 1983, ricevette la "Medaglia d'Oro ai Benemeriti della Scuola, della Cultura e dell'Arte".
Autore di più di 200 lavori scientifici, artefice della rinascita dell'astronomia italiana nel secondo dopoguerra, si interessò all'astrofisica stellare, con particolare attenzione alla spettroscopia stellare, come pure all'astrofisica teorica e spaziale.
Gli è stato dedicato l'asteroide 5987 Liviogratton .

## Alcuni saggi
- "Le radiosorgenti quasi-stellari (Quasars)", Accademia Nazionale dei Lincei, 1967.
- "Aspetti attuali della cosmologia", Accademia Nazionale dei Lincei, 1971.
- "Viaggio di un astronomo attraverso il XX secolo", Coelum, Numero 163, Anno 2012.

## Opere
- Relatività, cosmologia, astrofisica, Editore Boringhieri, Torino, 1968.
- Introduzione all'astrofisica. Stelle e galassie, 2 voll., Nicola Zanichelli Editore, Bologna, 1977.
- Cosmologia. La visione scientifica del mondo attraverso i secoli, Nicola Zanichelli Editore, Bologna, 1987.
- Origine ed evoluzione dell'universo. Dal big-bang alle galassie, La Nuova Italia Scientifica, Firenze, Roma, 1992.